# Сферы Берже
Сферы Берже — однопараметрическое семейство римановых многообразий диффеоморфных трёхмерной сфере, которое часто используется как пример в различных вопросах римановой геометрии.
Названы в честь Марселя Берже.
Все сферы Берже могут быть получены сжатием стандартной метрики на трёхмерной сфере вдоль слоёв расслоения Хопфа.

## Построение
Рассмотрим {\displaystyle \mathbb {S} ^{3}} как сферу в комплексном пространстве {\displaystyle \mathbb {C} ^{2}}.
На ней действует {\displaystyle \mathbb {S} ^{1}\subset \mathbb {C} } комплексными умножениями.
Таким образом на {\displaystyle \mathbb {R} \times \mathbb {S} ^{3}} можно построить изометрическое действие {\displaystyle \mathbb {R} \times \mathbb {S} ^{1}} с помощью комплексных поворотов {\displaystyle \mathbb {S} ^{3}} и сдвигов по {\displaystyle \mathbb {R} }.
В {\displaystyle \mathbb {R} \times \mathbb {S} ^{1}} есть однопараметрическое семейство подгрупп {\displaystyle \mathbb {R} _{\alpha }} изоморфных {\displaystyle \mathbb {R} }, с элементами типа {\displaystyle (t,e^{\alpha t})\in \mathbb {R} \times \mathbb {S} ^{1}}.
Фактор {\displaystyle \mathbb {R} \times \mathbb {S} ^{3}} по действию {\displaystyle \mathbb {R} _{\alpha }} диффеоморфен {\displaystyle \mathbb {S} ^{3}}, но индуцированная риманова метрика {\displaystyle g_{\alpha }} на нём отличается от стандартной.
Полученное риманово многообразие {\displaystyle (\mathbb {S} ^{3},g_{\alpha })} называется сферой Берже.

## Свойства
- Из формулы О’Нэйла, секционная кривизна {\displaystyle g_{\alpha }} положительна.
- При {\displaystyle \alpha \to \infty } пространства {\displaystyle (\mathbb {S} ^{3},g_{\alpha })} коллапсируют к {\displaystyle \mathbb {S} _{1/2}^{2}}, стандартной 2-сфере радиуса {\displaystyle 1/2}.
- При {\displaystyle \alpha \to \infty }, тензор кривизны {\displaystyle (\mathbb {S} ^{3},g_{\alpha })} сходится к тензору кривизны пространства {\displaystyle \mathbb {R} \times \mathbb {\mathbb {S} } _{1/2}^{2}}.
- Сферы Берже являются частным случаем левоинвариантных метрик на {\displaystyle \mathbb {S} ^{3}=Spin_{4}}.
- Круговые сферы в комплексной проективной плоскости {\displaystyle \mathbb {C} P^{2}} с метрикой Фубини — Штуди с точностью до коэффициента являются сферами Берже.
- На сферах Берже, окружности в расслоении Хопфа образуют двупараметрическое семейство замкнутых геодезических, которые при достаточно больших {\displaystyle \alpha } являются стабильными, (то есть нельзя добиться уменьшения их длины небольшими шевелениями).